# Cabine téléphonique cellulaire en Côte d'ivoire
Les cabines téléphoniques cellulaires, ou points-phone cellulaires, constituent une composante importante des modes d'accès à la téléphonie mobile en Côte d'Ivoire. En Côte d'Ivoire, la majorité des détenteurs de téléphone cellulaire sont en panne de crédits. La solution toute trouvée est de se tourner vers des petits commerçants (dans l'informel) qui proposent des services comme la vente de crédit, de terminaux (téléphone cellulaire), et d’accessoires téléphoniques. Ce commerce, qui a débuté dans la capitale économique du pays, s'est installé un peu partout dans les autres villes du pays. 

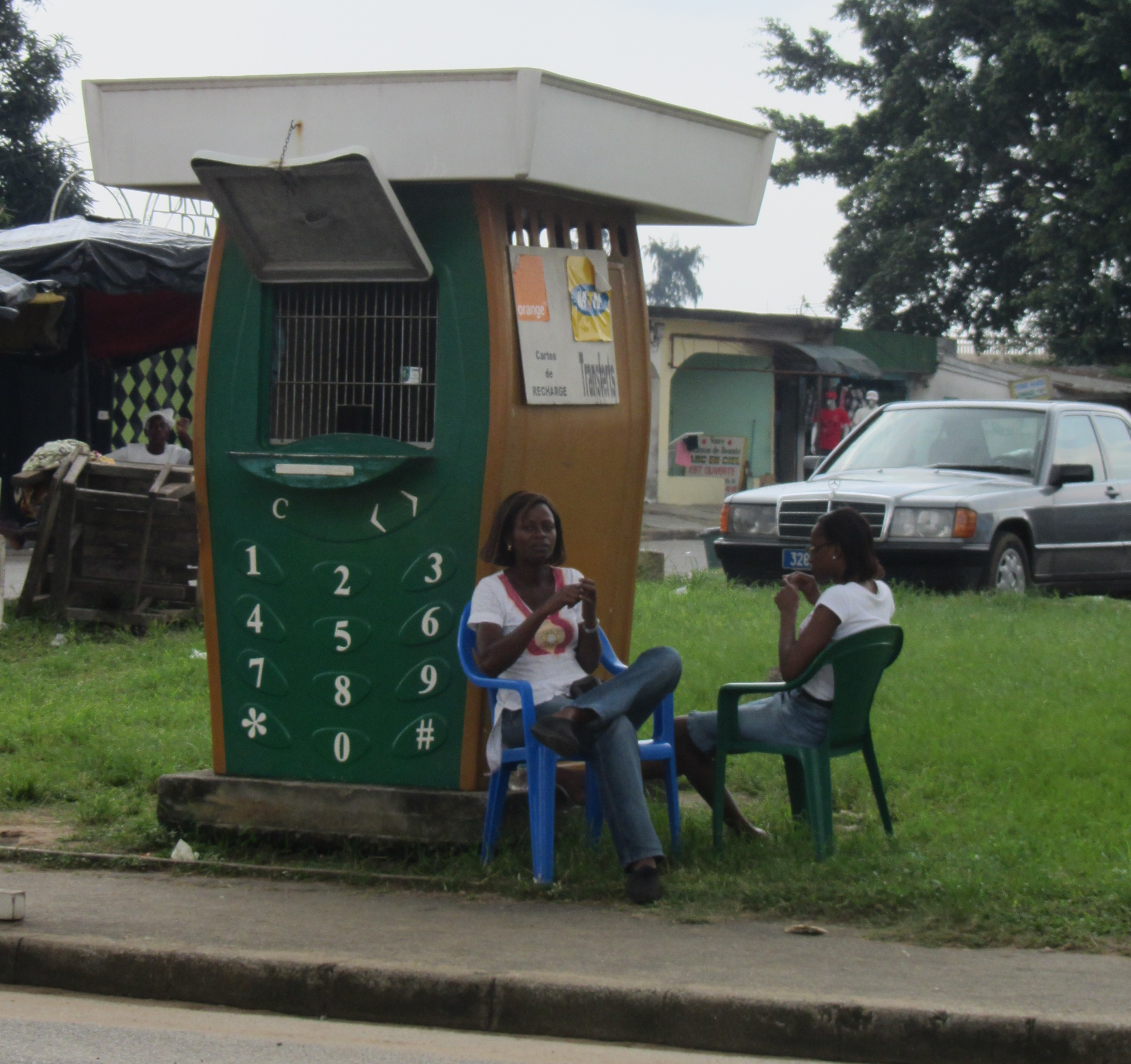
Deux vendeuses de crédit téléphonique devant une « cabine » à Abidjan

## Les tarifs téléphoniques proposés

### Vers le même opérateur
Lorsqu'un client veut téléphoner à un correspondant qui est abonné chez le même opérateur que lui, le tarif est le plus souvent fixé en fonction des promotions du moment. Par exemple si une compagnie offre de belles possibilités de communication sur une période donnée, le prix proposé par le gérant est nettement inférieur qu'à l'accoutumée. Il faut cependant rappeler que ces tarifs ont considérablement évolué depuis la mise en service de la téléphonie cellulaire en Côte d'Ivoire.